# Ян из Пршибрама
Ян из Пршибрама (чеш. Jan z Příbrami; ок. 1387 — 20 декабря 1448) — чешский религиозный деятель, священник-гусит, духовный писатель-полемист; вождь умеренных гуситов, ученик Матвея из Янова, сторонник церковной реформы и Гуса.

## Биография
В 1408 году участвовал в народном заседании в Карловом университете, в 1409 году получил степень бакалавра, в 1413 году — степень магистра искусств. В 1414 году был одним из свидетелей документа, составленного Яном из Есенице, об отказе в допуске к архиепископству Яна Гуса. После смерти Гуса стал главным оратором «пражских мастеров». В 1421 году в ходе Чаславской ассамблеи был назначен (с Яном Желивским) консультантом у двадцати избранных провинциальных чиновников по религиозным вопросам. Уже в ноябре 1421 года Желивскому удалось организовать его отстранение. На встрече пражских магистратов мастеров с таборитскими священниками (в 1423 году в Конопиште и в 1424 году в Праге) радикально выступал против таборитов (крайних гуситов).
В 1426 году вступил в спор с Петром Пайном и объявил учение Джона Уиклифа ересью, стараясь доказать, что Гус был правоверным католиком. Это разделило пражских мастеров (некоторые опасались, что на основании этого заявления может быть назван еретиком и Ян Гус). Ян из Пршибрама политически опирался, в первую очередь, на князя Зигмунта Корибута: участвовал в попытке примирить чехов с папой римским и за это был после изгнания того из Чехии (в апреле 1427 года) выдворен из Праги. Осел в Жатеце, в 1429 году смог вернуться в Прагу и в это время начал в основном склоняться к католичеству.
В 1433 году, будучи уже священником, ездил на Базельский собор и в 1434 году удовольствовался Базельскими компактатами, видя существо гуситства в употреблении чаши; в 1437 году жаловался императору из-за несоблюдения. В июле 1437 года отправился с чешской делегацией в Базель, где защищал учение каликстинцев. В 1439 году вместе с Прокопом из Пльзени был избран в качестве администратора богемского духовенства. В 1448 году по замене Яна Рокицана безуспешно призывал папского легата признать его архиепископом Рокицани. По некоторым данным, был деканом философского факультета в Праге.
Умер в 1448 году.
Из его сочинений на чешском языке более всего известны следующие: «Život kněži táborských», «Knika proti Rokycanovi», «O zarmucenich velikych cierkve svate i každe duše verne», «O poslušenstvi papeže a jeho cerkve». Латинские сочинения Пржибрама напечатаны в «Geschichtsschreiber d. hus. Bewegung» (II, 138). Ян из Пршибрама имел репутацию хорошего чешского стилиста; его сочинения важны для изучения радикального гуситства, так как литература последнего погибла.